# Iwan Litwin
Iwan Hauryławicz Litwin (biał. Іван Гаўрылавіч Літвін, ros. Иван Гаврилович Литвин, Iwan Gawriłowicz Litwin) – białoruski kołchoźnik i polityk, deputowany do Rady Najwyższej Republiki Białorusi XIII kadencji.

## Życiorys
W 1995 roku mieszkał we wsi Gołubowo w rejonie wierchniedźwińskim. Pełnił funkcję przewodniczącego kołchozu im. Kirowa w rejonie wierchniedźwińskim, był członkiem Partii Komunistów Białoruskiej. W pierwszej turze wyborów parlamentarnych 14 maja 1995 roku został wybrany na deputowanego do Rady Najwyższej Republiki Białorusi XIII kadencji z wierchniedźwińskiego okręgu wyborczego nr 41. 9 stycznia 1996 roku został zaprzysiężony na deputowanego. Od 23 stycznia pełnił w Radzie Najwyższej funkcję członka, a potem sekretarza Stałej Komisji ds. Ekologii i Eksploatacji Przyrody. Należał do frakcji komunistów. Od 3 czerwca był członkiem grupy roboczej Rady Najwyższej ds. współpracy z parlamentem Republiki Kazachstanu. 27 listopada 1996 roku, po dokonanej przez prezydenta Alaksandra Łukaszenkę kontrowersyjnej i częściowo nieuznanej międzynarodowo zmianie konstytucji, nie wszedł w skład utworzonej przez niego Izby Reprezentantów Zgromadzenia Narodowego Republiki Białorusi I kadencji. Zgodnie z Konstytucją Białorusi z 1994 roku jego mandat deputowanego do Rady Najwyższej zakończył się 9 stycznia 2001 roku; kolejne wybory do tego organu jednak nigdy się nie odbyły.